# Berlebach (Unternehmen)

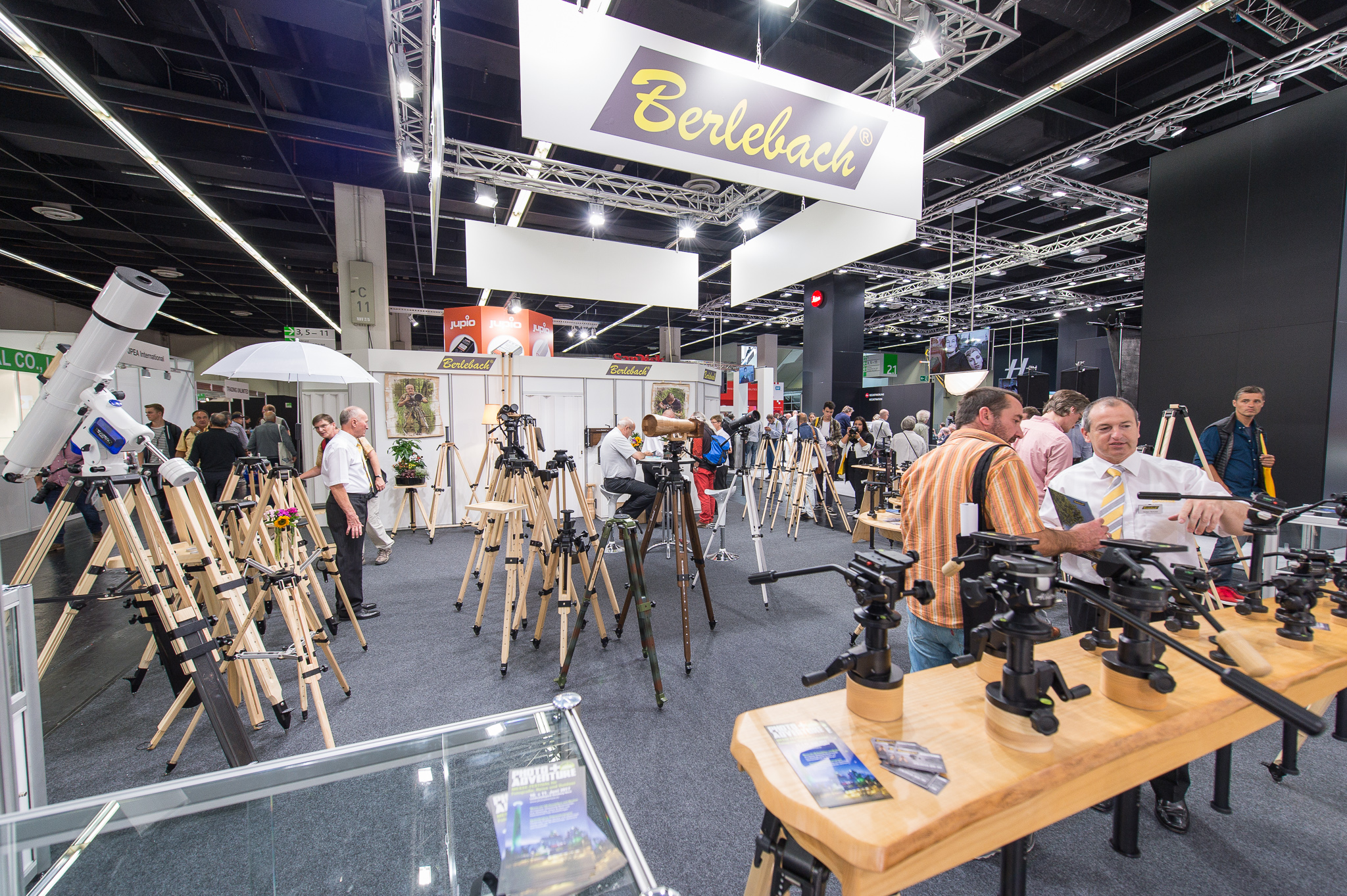
Berlebach auf der Photokina 2016

Berlebach Stativtechnik in Mulda ist ein sächsischer Hersteller von Stativen für Fotografie, Teleskope und Vermessungstechnik aus Eschenholz.

## Geschichte
Das Unternehmen wurde 1898 von Peter Otto Berlebach gegründet. Aus dem Hamburger Export-Handbuch von 1906 geht hervor, dass bereits damals Stative nach England geliefert wurden.
Als sich Peter Otto Berlebach 1918 aus der Firma zurückzog, wurde sie von Dittmar, Biskaborn und Heisinger übernommen, drei ehemaligen Mitarbeitern von Ernemann. Erst 1972 wurde das Familienunternehmen in der DDR verstaatlicht und hieß fortan VEB Foto-Kino-Zubehör. Die Firma belieferte den gesamten Ostblock mit Stativen aller Art.
1990 wurde der Betrieb unter Treuhandverwaltung gestellt. Nach langen Verhandlungen konnte Wolfgang Fleischer, der seit 1962 leitender Mitarbeiter bei Berlebach war, 1993 das Unternehmen kaufen.
Auf der Photokina trat Berlebach erstmals 1994 in Erscheinung und entwickelte sich seitdem zum führenden Hersteller von Holzstativen, die in über 40 Länder der Welt exportiert werden.

## Eigenschaften
Berlebach-Stative gelten durch das verwendete Eschenholz als besonders schwingungsarm. Sie werden daher eingesetzt insbesondere bei der Verwendung langer, schwerer Teleobjektive, von Amateurastronomen mit Teleskopen, in der Astrofotografie sowie im Makro-Bereich. In kälteren Regionen ermöglicht das Material die Handhabung des Stativs auch ohne Handschuhe.

## Produkte

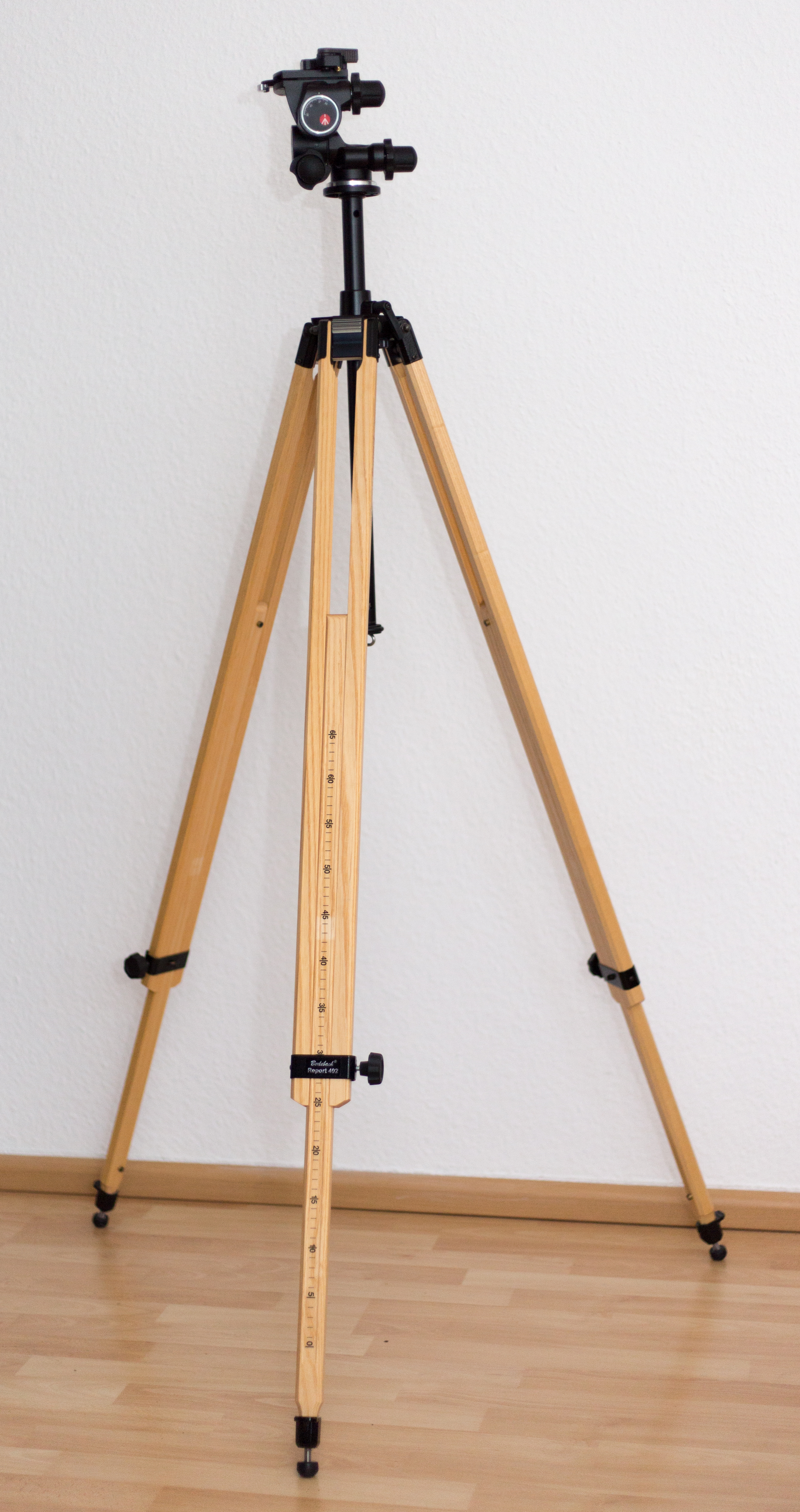
Berlebach Stativ Report 422

### Fotostative
Die Berlebach-Stativ Serien Report und UNI werden mit verschiedenen Modulen angeboten, die unter anderem ein Neigen des Stativkopfes ermöglicht, wodurch Neigungen ausgeglichen werden können. Außerdem sind verschieden lange Säulen erhältlich.
Von der Report-Serie werden drei Stative mit 3-teiligen Stativbeinen und 4 Stative mit 2-teiligen Stativbeinen angeboten, die eine maximale Arbeitshöhe zwischen 87 cm und 163 cm abdecken und zwischen 1,9 kg und 3,2 kg wiegen.
Von der UNI-Serie werden ein Stativ mit 3-teiligen Stativbeinen und 3 Stative mit 2-teiligen Stativbeinen angeboten, die eine maximale Arbeitshöhe zwischen 80 cm und 164 cm abdecken und zwischen 4,2 kg und 6,4 kg wiegen. 
Außerdem werden Mini-, Einbein-, Wand- und Autoscheibenstative angeboten.

### Astrostative
Von Berlebach werden mehrere Stative für Astronomieanwendungen als Unterbau für Teleskope hergestellt. Zwei Stative, das Report und das Uni, basieren auf den Fotostativen und sind für eine Tragfähigkeit bis zu 25 kg bzw. 60 kg ausgelegt. Außerdem gibt es noch die Stative PLANET, SKY und GRAVITON, die eine Tragfähigkeit bis zu 120 kg, 140 kg bzw. 220 kg haben. 

### EMV-Stative
Berlebach stellt spezielle EMV-Stative her, die für Messungen der elektromagnetischen Verträglichkeit (EMV) dienen. Bei diesen Stativen wird wenig oder gar kein Metall für die Konstruktion der Stative verwendet.

### Andere Produkte
Die Firma Berlebach stellt außerdem verschiedene Stativköpfe, Astrostühle, Montierungen und Adapter her.